# あいつの部屋には男がいる
「あいつの部屋には男がいる」（あいつのへやにはおとこがいる）は、吉田拓郎が1983年11月5日にリリースした24枚目のシングル。発売元はフォーライフ・レコード（現・フォーライフミュージックエンタテイメント）。

## 概要
アルバム『マラソン』と同時発売。
カップリング曲の「SORA」は、長らくアルバム未収録だったが、2011年に発売されたベスト・アルバム『ONLY YOU 〜since coming For Life〜 + Single Collection』にてはじめて収録された。

## 収録曲
- 全作詞・作曲・編曲:吉田拓郎

Side:A
1. あいつの部屋には男がいる（4分23秒）

Side:B
1. SORA（4分23秒）

## 収録ディスク

### アルバム
あいつの部屋には男がいる
- 『マラソン』(1983年)
- 『LIFE』(1995年)
  - ビル・シュネーによるリミックスが施されている。

SORA
- 『ONLY YOU 〜since coming For Life〜 + Single Collection』(2011年)